# Carandiru (film)
Carandiru – brazylijsko-argentyńsko-włoski dramat kryminalny z 2003 roku w reżyserii Héctora Babenco. Scenariusz oparto na książce Estação Carandiru, napisanej przez lekarza więziennego Drauzio Varellę, świadka wydarzeń przedstawionych w filmie (tzw. masakra w Carandiru). Zdjęcia kręcono w São Paulo.
Film miał swoją premierę w Brazylii 11 kwietnia 2003 roku. Wszedł na ekrany polskich kin 24 września 2004 roku.

## Fabuła filmu
Film o autentycznych wydarzeniach z roku 1992, jakie rozegrały się w brazylijskim więzieniu Carandiru w São Paulo. Ukazuje warunki życia tysięcy skazańców, pracę-wolontariat lekarza więziennego, opiekującego się nimi. Film traktuje też o przyczynach buntu więźniów, wywołanym przez nich powstaniu przeciw strażnikom więziennym i krwawym przebiegu stłumienia tego buntu w dniu 2 października 1992 r.

## Obsada
- Luiz Carlos Vasconcelos jako lekarz więzienny
- Milton Gonçalves jako Chico
- Ivan de Almeida jako Ebony
- Ailton Graça jako Majestade
- Maria Luisa Mendonça jako Dalva
- Aida Leiner jako Rosirene
- Rodrigo Santoro jako Lady Di
- Rita Cadillac jako ona sama
- Gero Camilo jako No Way
- Lázaro Ramos jako Ezequiel
- Caio Blat jako Deusdete
- Wagner Moura jako Zico
- Milhem Cortaz jako Peixeira
- Júlia Ianina jako Francineide
- Sabrina Greve jako Catarina
- Floriano Peixoto jako Antônio Carlos
- Nelson Machado jako Carioca